# 무령왕
무령왕(武寧王, 461년 6월 25일(음력 6월 1일, 율리우스력 6월 24일) 혹은 462년 7월 14일(음력 6월 1일, 율리우스력 7월 13일) ~ 523년 6월 7일(음력 5월 7일, 율리우스력 6월 5일), 재위: 501년 음력 11월 ~ 523년 음력 5월 7일, 율리우스력 6월 5일)은 백제의 제25대 국왕이다. 무령왕릉 지석에 따르면 462년에 태어났고 이름은 사마(斯麻) 또는 융(隆)이다. 《백제신찬》에 따르면 무령왕의 아버지 개로왕은 근친상간을 했다고 기록되나, 이것은 왕위의 정통성을 위한 거짓이라는 설이 있다. 또한 《백제신찬》과 《일본서기》에는 개로왕의 동생인 곤지의 아들이고, 동성왕은 이복동생으로 기록되어 있다.
한편 《삼국사기》와 《삼국유사》에는 동성왕의 둘째 아들로 기록되어 있다. 그는 어릴 때부터 키가 크고 잘생겼고, 성격이 관대하였다고 한다. 501년 동성왕이 위사좌평 백가의 계략으로 살해되자 뒤를 이어 즉위했다. 그는 재위 23년, 나이 62세에 죽고 그의 아들 성왕이 즉위하였다. 후일 삼국유사 왕력편에는 '호령왕'(虎寧王)이라고 적혀 있는데, 이것은 고려의 제2대 왕 혜종의 이름인 무(武)에 대한 피휘 때문이다.

## 생애

### 탄생
462년 혹은 461년 음력 6월 1일 일본 규슈 쓰쿠시(築紫) 북쪽 가카라시마(현, 일본 규슈 사가현 가라쓰시) 북쪽 야산의 동굴에서 태어났다. 혹은 해변에 정박 중 태어났다고도 한다. 아버지는 백제 동성왕인데, 일본측 기록에 의하면 무령왕의 아버지는 곤지왕자라 한다. 그의 출생에 대해 오랫동안 기록이 사라져 언제 태어났는지는 알려진 것이 없었으나, 무령왕릉 발굴 당시 발견된 무령왕릉 지석에 의해 그의 출생년월일과 사망당시 나이에 대한 기록이 있어 462년에 태어난 것이 확인되었다. 일본서기에 의하면 461년 음력 6월 1일에 태어났다 한다.
《삼국사기》와 《삼국유사》에 의하면 무령왕은 동성왕의 둘째 아들이고, 《일본서기》와 《속일본기》에 의하면 비유왕 또는 개로왕의 동생인 곤지의 아들로, 그의 어머니는 본래 개로왕의 후궁이었다. 일본서기와 속일본기의 자료에 의하면 동성왕은 그의 이복형이 된다. 《일본서기》 16권 무열 4년조에 의하면, 개로왕이 임신한 후궁을 그의 동생 곤지에게 주어 왜로 보냈다고 한다. 461년 규슈 쓰쿠시(筑紫)의 각라도(各羅島)에 도달할 즈음 갑자기 사내 아이를 출산하였는데 이가 무령왕이라고 한다. 일본서기 14권 웅략기 5편에 의하면 그가 태어났다 하여 백제인들은 가카라시마를 니리무세마(主島), 임금의 섬이라 불렀다 한다.
섬에서 태어났다 하여 이름을 사마라 지었다. 무령왕릉 지석에는 '영동대장군백제사마왕(寧東大將軍百濟斯麻王)'이라고 기록되어 있는데, 이는 일본서기 14권 웅략기 5편 역시 그가 섬에서 태어났다 하여 '도군(嶋君)' 즉 '시마키시'로 지었다는 것과 일치한다.
일본서기의 백제신찬에서 무령왕이 개로왕의 아들로 되어 있고 송서에도 무령왕이 개로왕을 친부로 부르고 있다. 그러나 《삼국사기》와 《삼국유사》에는 사마왕이 동성왕의 아들로 기록되어 있는데 무령왕릉에서 발견된 지석에 따르면 동성왕과 무령왕의 나이가 거의 비슷하여 부자관계가 아니라, 무령왕이 동성왕의 이복 형일 가능성이 제기되고 있다.
무령왕의 초기 생애에 대한 것은 알려진 것이 없다. 다만 그의 외모에 대해 삼국사기에 의하면 그는 키가 8척(180cm~2m로 추정)이며, 이목구비가 수려했다 하여 눈, 코, 입, 귀 등이 잘생긴 편이었다 한다.

### 즉위와 전쟁
무령왕의 이복동생인 동성왕은 전제화 정책을 무리하게 추진하다가 귀족들의 반발을 사, 위사좌병 백가를 위시한 반대파에게 살해당했다. 일본서기에 의하면 동성왕이 왜의 사신에게 무례하게 굴어서 귀족들이 이를 빌미로 동성왕을 암살하고 사마를 추대했다 한다. 그러나 동성왕의 반대파에 의해 추대된 무령왕은 한솔 해명과 함께 501년 정월 가림성에 근거를 두고 저항하던 백가를 토벌하고, 그 해 11월에 고구려의 변경을 침공했으나 실패하였다. 503년 고목성에 쳐들어온 말갈족을 막아냈고., 달솔 우영을 보내 고구려의 수곡성을 대신 습격하였다. 507년 고구려의 지시를 받은 말갈족이 다시 고목성에 쳐들어오자, 남쪽에 2개의 책(柵)을 세우고 장령성(長嶺城)을 쌓았다. 512년에 고구려가 가불성과 원산성을 함락시키자 군사 3,000명을 이끌고 위천(葦川)의 북쪽으로 진출해 겨우 무찔렀다. 523년 좌평 인우와 달솔 사오로 하여금 쌍현성(雙峴城)을 쌓게 했다.
고구려와의 전쟁을 통해 세력의 균형을 이룬 무령왕은 가야를 공략하여 임실, 남원 방면에서 내륙으로 동진하여 섬진강 일대를 확보하고 경남서해안으로 진출하였으며 새로 확보한 지역에 군령과 성주를 파견하였다.

### 즉위 이후

#### 왕권강화
즉위 후 동성왕을 살해한 귀족의 반대에도 불구하고 왕권을 강화하였다. 《양서》의 백제전에 따르면 22개로 운영되던 담로(백제의 지방행정조직)를 왕족이 통치하도록 하여 중앙집권화를 강화하였다. 무령왕은 통치에 왕족을 이용함으로써 토목공사에 필요한 노동력을 강제 동원할 수 있게 되었으며 그를 통해 왕족들은 세력을 확대해 나갔다. 또한 좌평제 개편을 통해 귀족 세력을 서열화하고 국정을 분담시킴으로써 신·구세력을 통제하였다. 이로써 직책이 없는 신하도 등장하게 되었다.

#### 인물화상경
스다하치만 신사(隅田八幡神社)에 소장된 일본의 국보 「인물화상경(人物畵像鏡)」의 명문에는 다음과 같은 글이 있다.
| “ | 癸未年八月日十大王年男弟王在意柴沙加宮時斯麻念長寿遣開中費直穢人今州利二人等取白上同二百旱作此竟. 계미년(503년) 8월 10일 대왕의 연간에 남동생인 왕을 위하여 인판궁(忍坂宮)에 있을 때 사마(斯麻; 무령왕)께서 아우님의 장수를 염원하여 보내주는 것이다. 개중비직과 예인 금주리 등 두 사람을 보내어 최고급 구리쇠 200한으로 이 거울을 만들었도다. | ” |
|   | — 김운회 번역 |   |

### 외교 정책
무령왕은 512년, 521년 양나라에 사신을 보내 외교를 시도했다. 521년 양 무제로부터 사지절도독 백제제군사 영동대장군(使持節都督百濟諸軍事寧東大將軍)의 작호를 받았다. 이는 문헌 기록 외에도 무령왕릉 지석에서도 영동대장군 백제 사마왕(嶺東大將軍 百濟 斯麻王)으로 기록되어 있다. 
한편 그는 왜에 마나군을 파견했는데 왜에 그를 파견한 구체적 사유는 알려진 것이 없다. 즉위 5년에 왜에 보내어진 마나군이 왕족이 아니라는 이유로 사아군과 교체를 하여 왕족 중심으로 정국을 운영하였다. 503년에는 왕위에 오르기 전 있었던 일본의 천황에게 인물화상경을 보내주었다. 513년 오경박사 단양이(段楊爾)와 516년 고안무(高安茂)를 왜에 보내어 백제의 문화를 왜에 전해주기도 하였다. 이 시기 백제에도 왜에서 파견된 인물들이 있어서 후에 왜계백제관료가 사료에서 등장하는 배경이 된 것으로 여겨진다.

### 사망
523년 음력 5월 7일 62세로 사망했다. 삼국사기, 삼국유사, 일본서기, 신찬성씨록 등에는 그의 사망원인에 대한 기록은 나타나지 않는다. 왜에 파견되었던 아들 순타태자가 부왕보다 앞서 요절하였으므로 다른 아들인 명농이 보위에 올랐다.
그의 정확한 사망일자 역시 전하지 않다가 무령왕릉 지석에 '영동대장군 백제 사마왕은 나이가 62세인 계묘년 병술일이 초하루인 5월 7일 임진일에 돌아가셨다. 을사년 계유일이 초하루인 8월12일 갑신일에 등관에 있는 대묘에 안장하였다. 묘지는 이와 같이 기록한다. 끝.(寧東大將軍 百濟斯麻王 年六十二歲 癸卯年 五月 丙戌朔 七日 壬辰 崩. 到乙巳年 八月 癸酉朔 十二日 甲申, 安厝登冠大墓. 立志如左. 尓.)'라 쓴 것이 판독되어 음력 5월 7일에 62세로 사망하여 다른 곳에 임시로 안장했다가, 2년 뒤인 525년 음력 8월 12일에 현재의 위치(현, 충청남도 공주시 금성동)에 이장되었다.

## 능묘

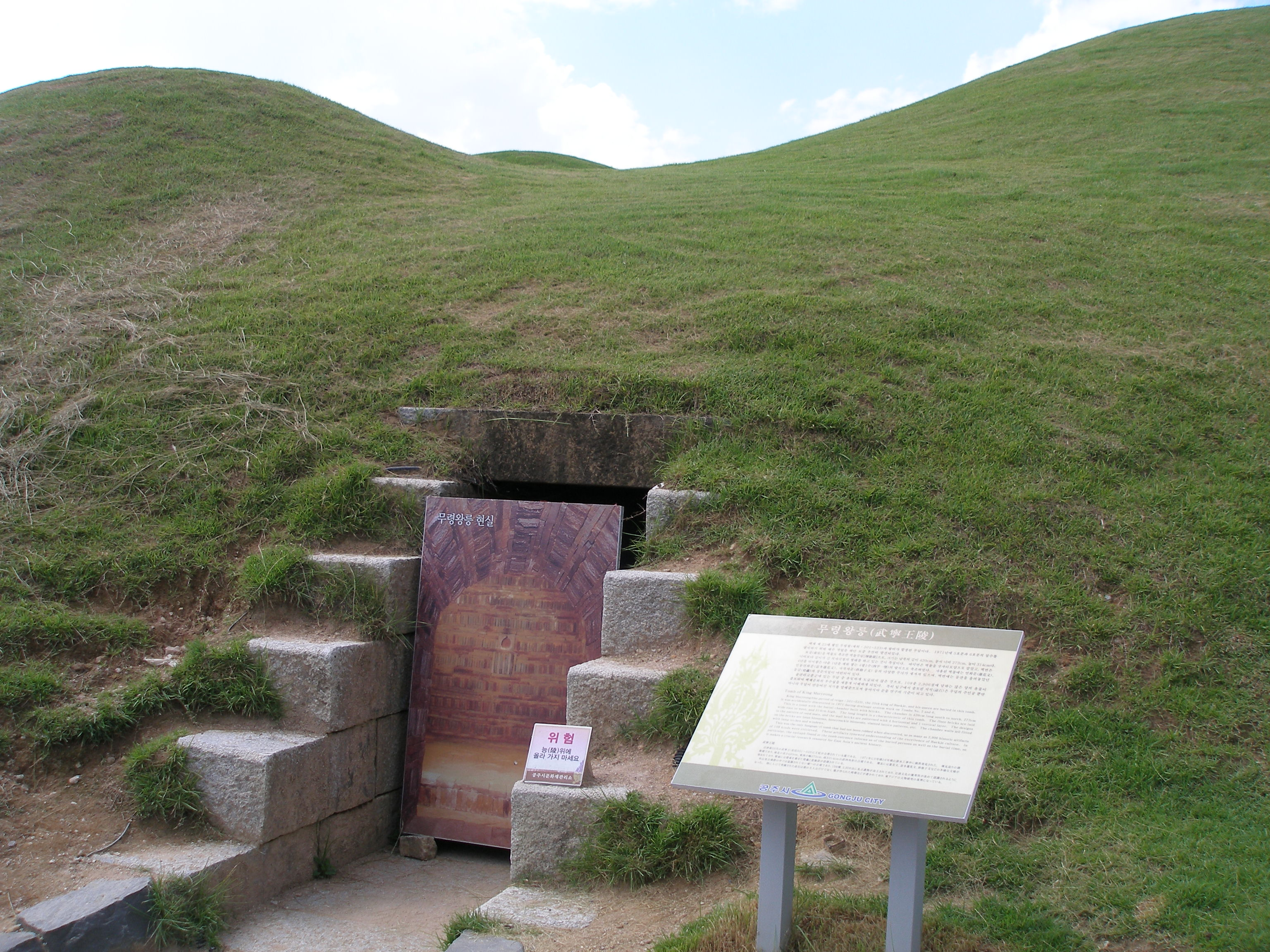
무령왕릉 입구

무령왕의 능묘는 알려져있지 않다가, 1971년에 충청남도 공주군 공주읍 송산리에서 발굴된 왕릉이 무령왕릉으로 비정되며 발견되었다. 무령왕릉의 지석에는 묻힌 이와 능의 축조연대와 함께 사망시 무령왕의 나이가 기록되어 있다. 금제관식, 금제심엽형이식(귀걸이), 금제뒤꽂이, 은제팔찌, 청동신수경, 석수 등을 포함하여 2,900여 점에 달하는 부장품들이 출토되었다.

## 가족
삼국사기와 삼국유사는 무령왕이 동성왕의 아들이라고 전하나, 일본서기에서는 동성왕이 무령왕의 형제라고 전한다.

### 《삼국사기》, 《삼국유사》
|  |  | 동성왕 東城王 |  |  |  |  |  |  |  |  |  |  |  |  |  |  |  |  |  |  |  |  |  |  |  |  |  |  |  |  |  |  |  |
|  |  |               |  |  |  |  |  |  |  |  |  |  |  |  |  |  |  |  |  |  |  |  |  |  |  |  |  |  |  |  |  |  |  |
|  |  | 무령왕 武寧王 |  |  |  |  |  |  |  |  |  |  |  |  |  |  |  |  |  |  |  |  |  |  |  |  |  |  |  |  |  |  |  |
|  |  |               |  |  |  |  |  |  |  |  |  |  |  |  |  |  |  |  |  |  |  |  |  |  |  |  |  |  |  |  |  |  |  |
|  |  | 성왕 聖王     |  |  |  |  |  |  |  |  |  |  |  |  |  |  |  |  |  |  |  |  |  |  |  |  |  |  |  |  |  |  |  |

### 《일본서기》설[18]
|  |  |                   |                   |                   |                   |                   |                   |               |               |               |               |               |               | 곤지 昆支 |           |           |           |           |           |               |               |               |               |               |               |  |  |  |  |  |  |  |  |  |  |  |  |  |  |  |  |  |  |
|  |  |                   |                   |                   |                   |                   |                   |               |               |               |               |               |               |           |           |           |           |           |           |               |               |               |               |               |               |  |  |  |  |  |  |  |  |  |  |  |  |  |  |  |  |  |  |
|  |  |                   |                   |                   |                   |                   |                   |               |               |               |               |               |               |           |           |           |           |           |           |               |               |               |               |               |               |  |  |  |  |  |  |  |  |  |  |  |  |  |  |  |  |  |  |
|  |  |                   |                   |                   |                   |                   |                   | 무령왕 武寧王 | 무령왕 武寧王 | 무령왕 武寧王 | 무령왕 武寧王 | 무령왕 武寧王 | 무령왕 武寧王 |           |           |           |           |           |           | 동성왕 東城王 | 동성왕 東城王 | 동성왕 東城王 | 동성왕 東城王 | 동성왕 東城王 | 동성왕 東城王 |  |  |  |  |  |  |  |  |  |  |  |  |  |  |  |  |  |  |
|  |  |                   |                   |                   |                   |                   |                   | 무령왕 武寧王 | 무령왕 武寧王 | 무령왕 武寧王 | 무령왕 武寧王 | 무령왕 武寧王 | 무령왕 武寧王 |           |           |           |           |           |           | 동성왕 東城王 | 동성왕 東城王 | 동성왕 東城王 | 동성왕 東城王 | 동성왕 東城王 | 동성왕 東城王 |  |  |  |  |  |  |  |  |  |  |  |  |  |  |  |  |  |  |
|  |  |                   |                   |                   |                   |                   |                   |               |               |               |               |               |               |           |           |           |           |           |           |               |               |               |               |               |               |  |  |  |  |  |  |  |  |  |  |  |  |  |  |  |  |  |  |
|  |  | 순타태자 純陀太子 | 순타태자 純陀太子 | 순타태자 純陀太子 | 순타태자 純陀太子 | 순타태자 純陀太子 | 순타태자 純陀太子 |               |               |               |               |               |               | 성왕 聖王 | 성왕 聖王 | 성왕 聖王 | 성왕 聖王 | 성왕 聖王 | 성왕 聖王 |               |               |               |               |               |               |  |  |  |  |  |  |  |  |  |  |  |  |  |  |  |  |  |  |

## 대중 문화속에 나타나는 무령왕
- 《제왕의 딸 수백향》(MBC, 2013년, 배우:이재룡)

## 같이 보기
- 무령왕릉
- 백제의 역대 국왕
- 고구려
  - 문자명왕 (492년 - 519년)
  - 안장왕 (519년 - 531년)
- 신라
  - 지증왕 (500년 - 514년)
  - 법흥왕 (514년 - 540년)
- 가야
  - 겸지왕 (491년~521년)
  - 구형왕 (521년~532 또는 562년
- 왜
  - 부레쓰 천황 (498년~507년)
  - 게이타이 천황 (507년~531년)
- 북위
  - 북위 세종 선무제 (499년~515년)
  - 북위 숙종 효명제 (515년~528년)
- 제
  - 제 화제 (501년~502년)
- 양
  - 양 고조 무제 (502년~549년)